# Eupolie
Eupolie (en grec ancien : Εὐπωλία (Eupōlía)), est une aristocrate et reine de Sparte. Probablement issue des rangs de l'aristocratie spartiate, elle épouse d'Archidamos II. Eupolie est aussi la mère d'Agésilas II, un grand roi de Sparte, de Cynisca, première femme à avoir remporté les Jeux olympiques antiques, et de leur petit frère Téleute.
Après la mort d'Archidamos II, elle se remarie à un certain Théodore. Plusieurs éléments tendent à montrer que ce mariage est souhaité, puisque Théodore est moins aisé qu'elle ; Agésilas II intervient pour financer le couple.

## Biographie
Le personnage, comme d'autres figures féminines de la Grèce antique, est difficile d'accès à travers les sources, qui la lient exclusivement à des hommes,. Probablement issue d'une famille aristocratique importante de la cité,,, elle est la fille de Mélésippidas et la deuxième épouse d'Archidamos II, dont elle a un fils certain, Agésilas II, et une fille probable, Cynisca,,,.
Elle aurait été de petite taille, puisqu'Archidamos aurait encouru des critiques de la part des éphores lorsqu'il aurait décidé de l'épouser, sous prétexte qu'épouser une femme de petite taille produirait des « roitelets »,,. Le mariage est à dater entre -445 et 443 av. JC.
Après la mort de son époux, elle se remarie à un certain Théodore et a un fils appelé Téleute. Il est probable que ce mariage après son veuvage, alors qu'Eupolie a plus de trente ans, soit un mariage de son choix. Plusieurs éléments tendent à montrer que ce Théodore est moins aisé et que l'épouser est donc une dégradation de son statut socio-économique. Face aux difficultés du nouveau couple, Agésilas II décide de lui donner des terres et des financements dès qu'il obtient le trône.
Elle est mentionnée à plusieurs endroits de la littérature grecque, en commençant par les oeuvres d'Aristophane,.